# Baía de Narva

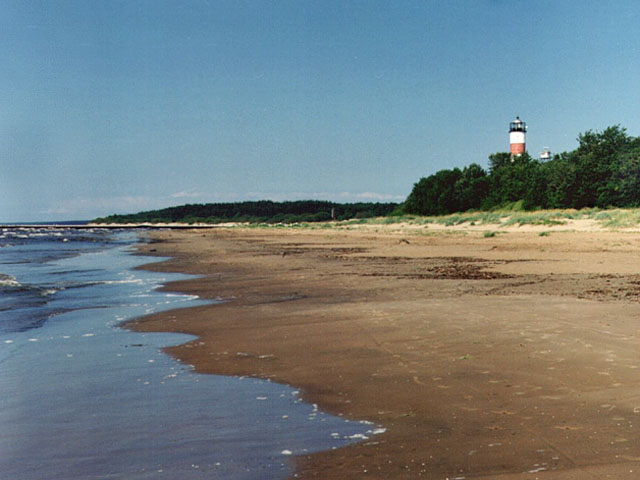
Um farol na costa estoniana

Litoral sul do golfo da Finlândia

A baía de Narva (em estoniano:  Narva laht, em russo:  Нарвский залив) (também golfo de Narva e Estuário de Narva) é uma baía na parte sul do golfo da Finlândia dividida entre a Estônia e Rússia. A península de Kurgalsky separa a baía de Narva da baía de Luga a leste. A baía possui cerca de 40 km de comprimento e 90 km de largura em sua foz. O litoral leste é baixo e arenoso, enquanto o litoral sul é bastante íngreme. A baía fica coberta por gelo de dezembro a março. O rio Narva deságua na baía, perto da cidade de Narva-Jõesuu.